# Barney Oldfield

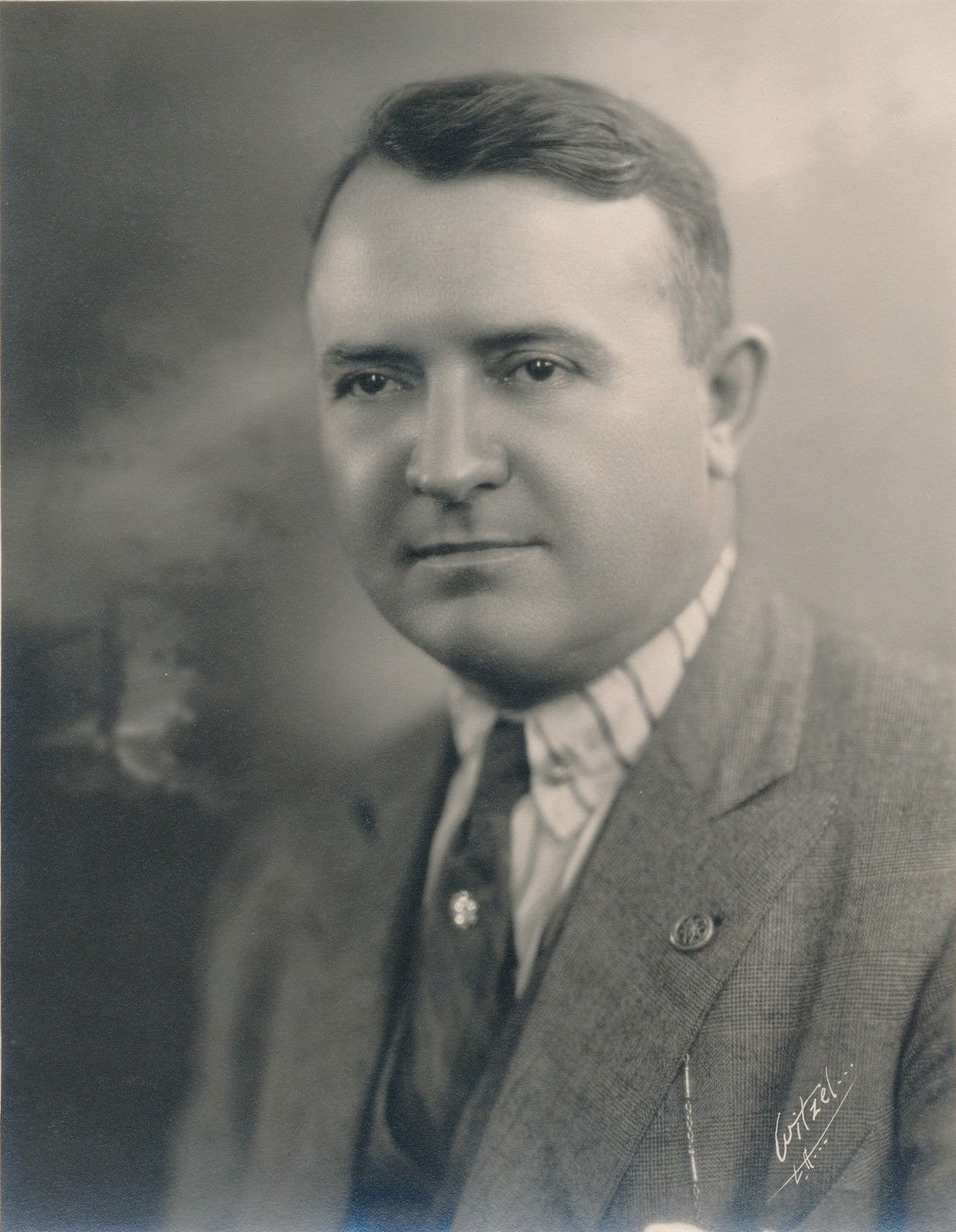
Barney Oldfield

Berna Eli „Barney“ Oldfield (* 3. Juni 1878 in Wauseon, Ohio; † 4. Oktober 1946 in Beverly Hills, Kalifornien) war ein US-amerikanischer Automobilrennfahrer und -Pionier. Er war der erste Mensch, der mit einem Auto die Geschwindigkeit von 60 Meilen in der Stunde (96 km/h) erreichte.

## Sportliche Erfolge

### Radsport

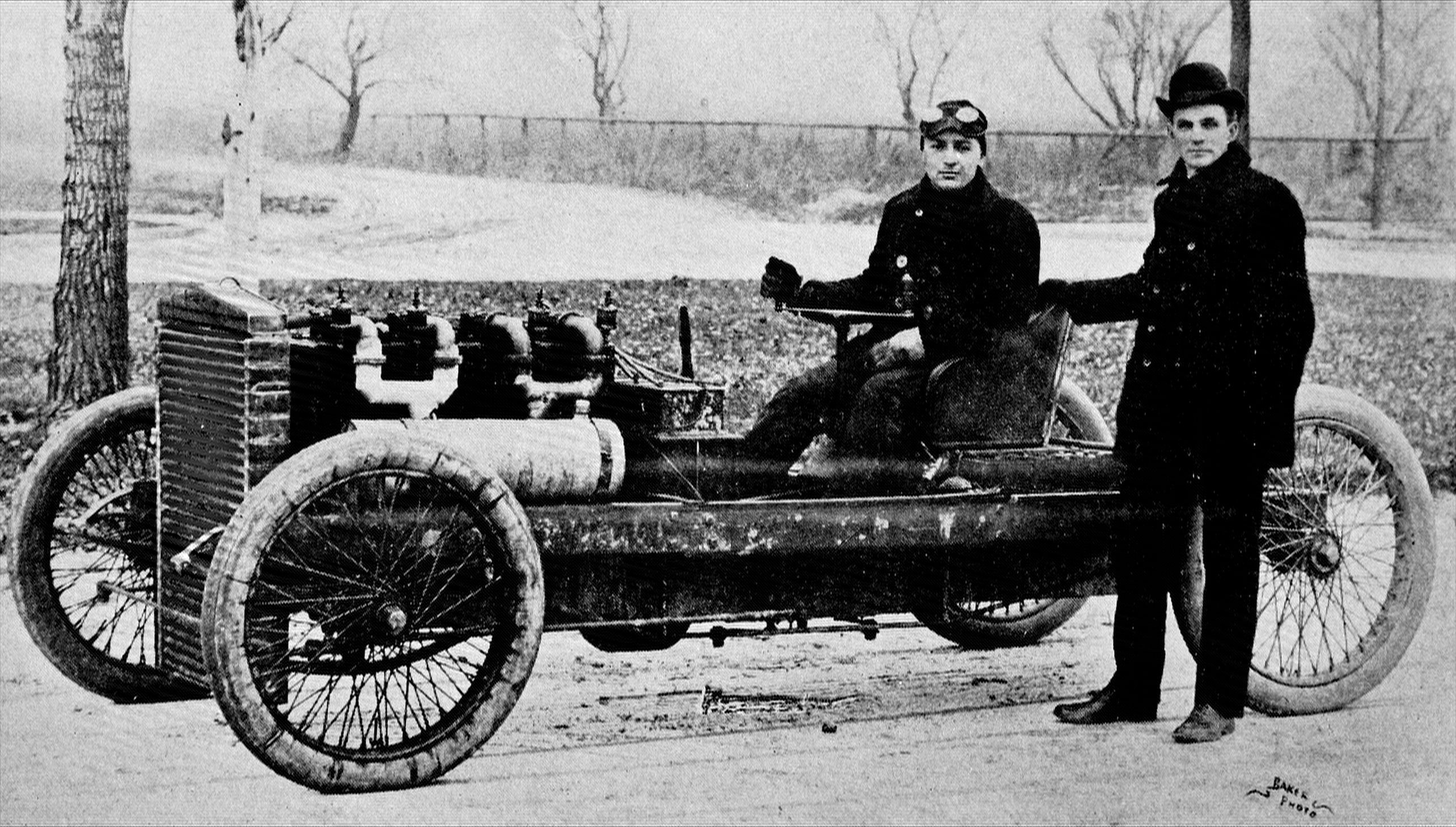
Barney Oldfield mit dem Ford 999 (1902), daneben Henry Ford

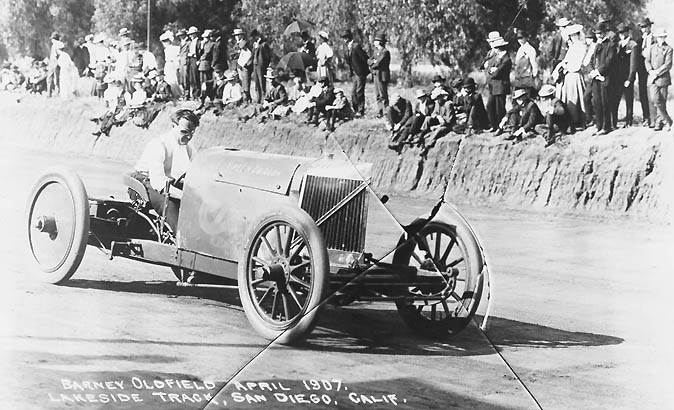
Oldfield auf der Rennstrecke von Lakeside im April 1907

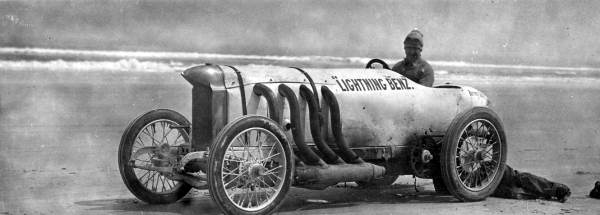
Barney Oldfield im LIGHTNING BENZ in Daytona

Barney Oldfield begann seine sportliche Laufbahn als Radrennfahrer im Alter von 16 Jahren. 1894 gewann er mehrere Silbermedaillen und eine goldene Uhr. Er wurde Zweiter der Meisterschaft von Ohio und als Folge davon als Vertreter für das Fahrradunternehmen Stearns angestellt. Dort lernte er auch seine spätere Frau, Beatrice Lovetta Oatis kennen, die er 1896 heiratete. Im selben Jahr fuhr er auch Rennen für Stearns.

### Automobilsport
Oldfield bekam ein motorisiertes Fahrrad geliehen, um ein Rennen in Salt Lake City zu fahren, wo er Henry Ford kennenlernte. Ford bat Oldfield, ein von ihm gebautes Auto auf der Rennstrecke Grosse Pointe zu testen, obwohl dieser noch nie ein Auto gefahren war. Oldfield reiste an die Rennstrecke, doch die beiden Fahrzeuge waren nicht fahrbereit. Er und der Rennfahrer Tom Cooper kauften jedoch die Autos für 800 Dollar, eins davon war das berühmte 999. Mit diesem Wagen fuhr er sein erstes Rennen im Oktober 1902 beim Manufacturer’s Challenge Cup. Das Auto ist heute im Henry Ford Museum in Dearborn ausgestellt.
Oldfield willigte ein, ein Rennen gegen den damaligen Champion, Alexander Winton, zu fahren. Gerüchten zufolge machte sich Oldfield erst am Morgen des Rennens mit den Funktionen seines Rennautos vertraut, gewann aber mit einer halben Meile Vorsprung. Durch diesen Sieg wurden die Namen von Ford und Oldfield bekannt.
Am 20. Juni 1903 auf dem Fairgrounds Speedway in Indianapolis war Oldfield der erste Autorennfahrer, der eine Meile in einer Minute fuhr. Zwei Monate später bewältigte er auf dem Empire City Race Track in Yonkers eine Meile in 55,8 Sekunden. Winton heuerte Oldfield an und stimmte zu, ihm neben seinem Gehalt kostenlos mit Autos auszustatten. Oldfield reiste nun mit seinen Managern Ernest Moross und Will Pickens durch die Vereinigten Staaten zu zahlreichen Zeitfahren und Rennen und wurde landesweit bekannt. In einem Jahr fuhr er in 18 Wochen 20 Rennen für die Peerless Motor Car Corporation und gewann 16 davon.
Oldfield trat am 16. März 1910 auf dem Daytona Beach Road Course in Ormond Beach (Florida) mit dem Benz 200 PS zu Weltrekordversuchen an und erzielte neue Weltrekorde. Er fuhr die Meile mit fliegendem Start in 27,33 Sekunden (131,724 mph bzw. 211,97 km/h), die zwei Meilen mit fliegendem Start in 55,87 Sekunden (128,88 mph bzw. 207 km/h) und die Meile mit stehendem Start in 40,53 Sekunden (88,18 mph bzw. 143 km/h). Eine Woche später, am 23. März 1910, fuhr er den Kilometer mit fliegendem Start in 17,4 Sekunden (131,275 mph bzw. 211 km/h). Bei den nachfolgenden Rennen mit dem LIGHTNING BENZ bzw. später BLITZEN BENZ genannten Benz 200 PS bekam Oldfield als Weltrekordhalter pro Auftritt 4000 Dollar Gage (entspricht 2025 ca. 117.700 Euro).

### Sperre und späte Karriere
Viele dieser Rekordrennen und andere Aktivitäten, die Barry Oldfield bestritt, galten als nicht offiziell und waren nach den Regeln der American Automobile Association (AAA) nicht anerkannt. Deshalb wurde er von der AAA für offizielle Rennen häufig gesperrt. Stattdessen trat Oldfield in 35 Shows mit dem Piloten Lincoln Beachey auf und lieferte sich auf einem Fiat mit Beacheys Curtiss-Model-D-Flugzeug Rennen.
Später wurde Oldfield wieder zu offiziellen Rennen zugelassen, und 1914 sowie 1916 startete er beim Indianapolis 500. Bei beiden Rennen wurde er Fünfter, wurde aber der erste Mensch der Automobilgeschichte, der in einer Runde über 100 mph erreicht. 1914 fuhr er einen in Indianapolis gebauten Stutz und wurde der beste US-Amerikaner in einem Feld, das von Europäern dominiert war. Im selben Jahr wurde er jeweils Zweiter beim Vanderbilt Cup und beim Corona 300. Im Juni 1917 besiegte er in einem Golden Submarine den bekannten Rennfahrer Ralph DePalma in einer Serie von Duellen in zehn bis 25 Meilen-Rennen in Milwaukee. Anschließend zog Oldfield sich von den offiziellen Autorennen zurück, ging aber weiter auf Tour und machte Filme.
1932 suchte Oldfield mittels eines Zeitschriftenartikels Sponsoren für einen neuen Wagen, um nochmals Geschwindigkeitsrekorde aufzustellen, aber ohne Erfolg. Anschließend stellte er seine Rennversuche ganz ein.
Sein Ruf war inzwischen so legendär, dass es für rasante Autofahrer die Redewendung gab: „Who do you think you are? Barney Oldfield?“

## Auftritte in Theater und Film
1906 trat Oldfield zehn Wochen lang in dem Broadwaymusical The Vanderbilt Cup auf. Zudem trat er in mehreren Stummfilmen auf, darunter in Barney Oldfield's Race for a Life (1913), in dem er ein Rennen gegen einen Zug fuhr, um die Heldin zu retten, die an die Schienen festgebunden war. In The First Auto (1927) wurde er als Pionier der Automobilgeschichte porträtiert. Bei Back Street (1941) war er technischer Berater für eine Szene über den Vanderbilt Cup. In The Blonde Comet, der Geschichte einer jungen Frau, die Rennfahrerin werden möchte, spielte er sich selbst.

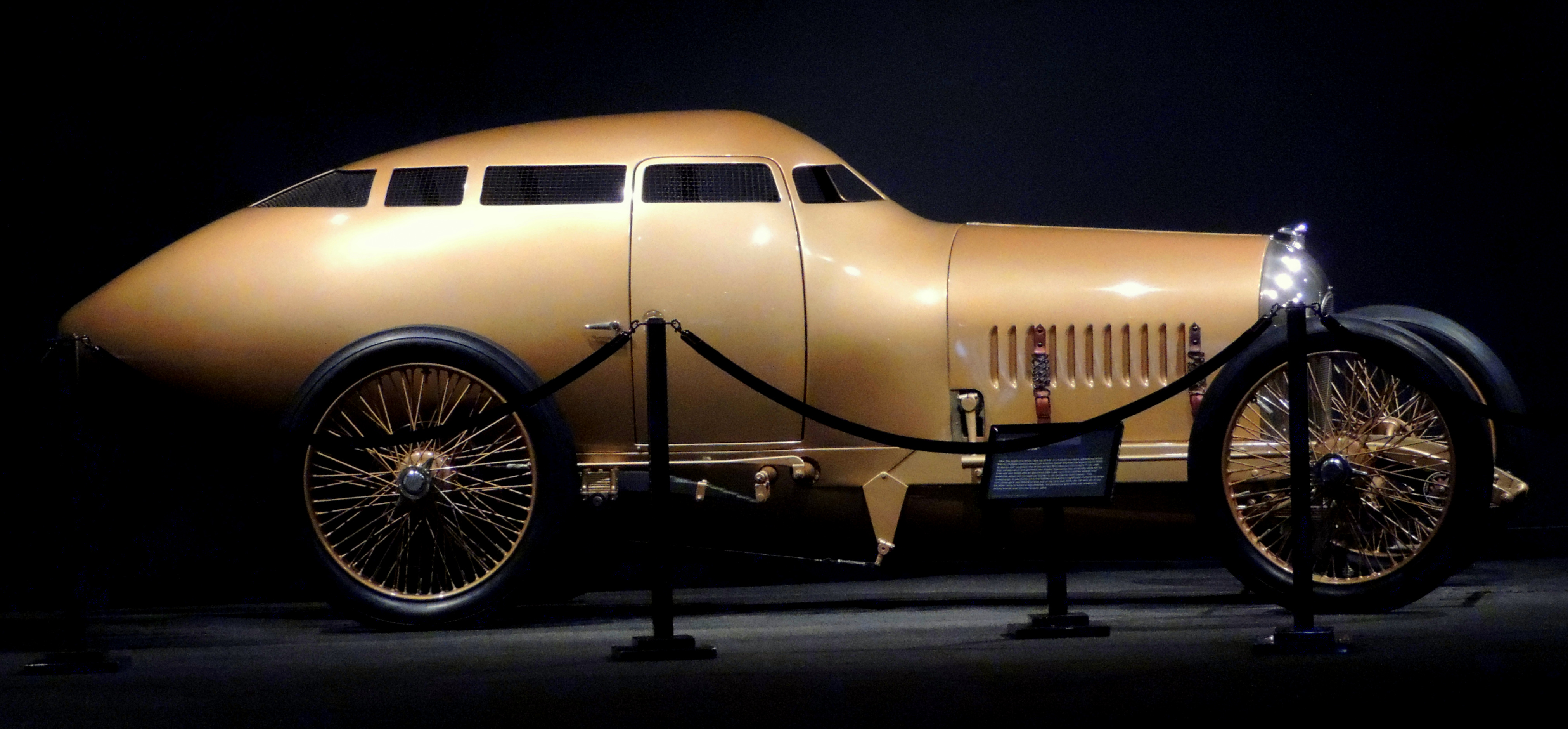
Golden Submarine von 1917

## Beiträge zur Sicherheit bei Rennen
Bob Burman, Rivale und enger Freund von Oldfield, war bei einem Rennen in Corona getötet worden, weil er nach einem Überschlag seines Rennwagens in dessen offenem Cockpit schwere Verletzungen erlitten hatte. Dies war Anlass für Oldfield, sich mit Harold Arminius Miller zusammenzutun, der in Los Angeles Vergaser entwickelte und baute und einer der berühmtesten Motorbauer in den Staaten war. Ihr gemeinsames Ziel war es, einen Rennwagen zu entwickeln, der nicht nur schnell und langlebig war, sondern in dem im Falle eines Unfalls der Fahrer auch geschützt war. Sie bauten den Rennwagen Golden Submarine, in dem sich eine windschnittige Überroll-Kabine für den Fahrer befand, die diesen komplett einschloss.

## Geschäftliche Aktivitäten
Barney Oldfield unterstützte einen weiteren Rennfahrer, Carl G. Fisher, beim Aufbau eines Autohandels, der Fisher Automobile Company, in Indianapolis. Dieser Autohandel war wahrscheinlich der erste in den USA. Zudem entwickelte er den Oldfield Reifen für die Firestone Tire & Rubber Company und machte dafür Werbung mit dem Slogan „Firestone Tires are my only life insurance“. Diese Kampagne macht Firestone bekannt. 1924 baute die Kimball Truck Co. in Los Angeles den einzigen Oldfield.

## Tod
Oldfield starb am 4. Oktober 1946 und wurde auf dem Holy Cross Cemetery in Culver City beerdigt.

## Ehrungen
1953 war Oldfield unter den ersten zehn Pionieren des Rennsport, die in die Auto Racing’s Hall of Fame aufgenommen wurden. 1989 wurde er in die Motorsports Hall of Fame of America aufgenommen und 1990 in die National Sprint Car Hall of Fame. Auf dem Oakshade Raceway in Oakshade, in der Nähe seines Geburtsortes, wird jährlich ein Rennen zur Erinnerung an ihn ausgetragen.